# Сосна Банкса
{{#ifeq:0|0|{{#if:|{{#if:Pinusbanksiana|[[]}}|}}}}
Сосна Банкса (Pinus banksiana Lamb.) — невелике дерево висотою 10—15 м з видовжено-яйцеподібною кроною. Має коротку (2-4 см) скручену хвою по 2 в пучку. Шишки зігнуті, косі, гачкуваті, 3-5 см завдовжки і 2-3 см в діаметрі. Щиток плаский, слабо розвинутий; шишки можуть залишатись на дереві нерозкритими протягом багатьох років. 
Названа на честь відомого англійського натураліста і ботаніка Джозефа Банкса (1743—1820), директора Ботанічних садів у К'ю (Англія).

## Ареал

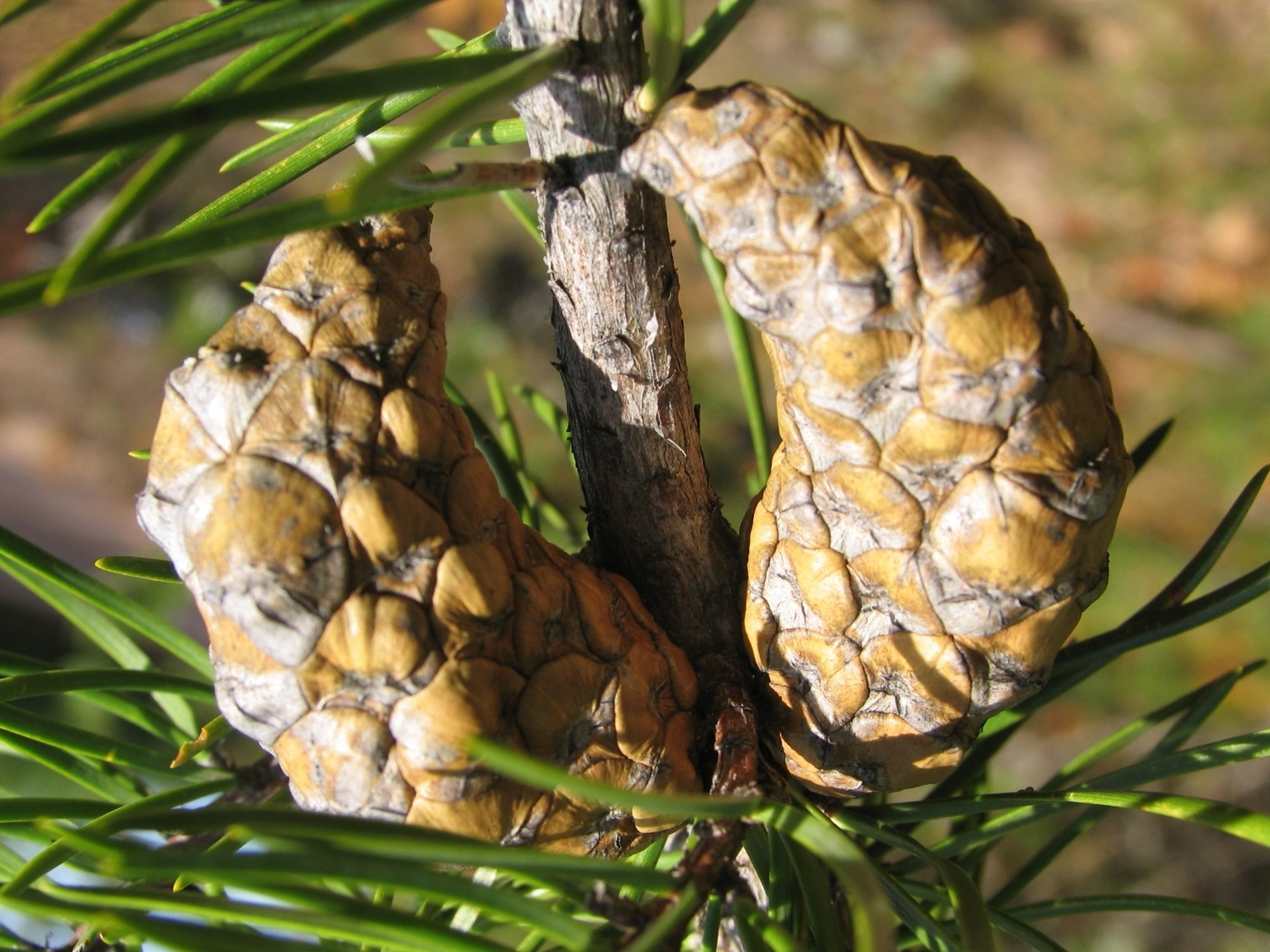
Шишки сосни Банкса

У природних умовах зростає у північно-східному регіоні Північної Америки.

## Використання
Сосну Банкса в Україні висаджують на виснажених ґрунтах у суміші з сосною звичайною. Вона швидкоросла, скоростигла, посухостійка, невибаглива до ґрунту.